# Jan Deja
Jan Deja (ur. 1955) – polski inżynier, profesor nadzwyczajny Akademii Górniczo-Hutniczej im. Stanisława Staszica w Krakowie.

## Życiorys
Absolwent Wydziału Inżynierii Materiałowej i Ceramiki Akademii Górniczo-Hutniczej (technologia materiałów wiążących, 1979). Od ukończenia studiów związany z AGH. Od 2012 kierownik Katedry Technologii Materiałów Budowlanych, Wydziału Inżynierii Materiałowej i Ceramiki Akademii Górniczo-Hutnicza im. Stanisława Staszica w Krakowie. Od 1992 roku związany ze Stowarzyszeniem Producentów Cementu, obecnie dyrektor biura. W 2012 powołany przez Generalną Dyrekcję Dróg Krajowych i Autostrad (GDDKiA) na przewodniczącego Zespołu ds. Nowych Ogólnych Specyfikacji Technicznych dla betonu. W 2013 otrzymał nominację profesorską.
Od 1998 redaktor naczelny kwartalnika „Budownictwo, Technologie, Architektura”. Członek Zespołu Ekspertów Ministerstwa Infrastruktury. Członek Polskiej Akademii Nauk; Wydziały Polskiej Akademii Nauk; Wydział IV Nauk Technicznych; Komitet Inżynierii Lądowej i Wodnej.

## Publikacje
Autor i współautor około 150 publikacji naukowych licznych publikacji z zakresu technologii materiałów budowlanych  z tego obszaru. Współautor 15 patentów, z których znaczna część została wdrożona do praktyki przemysłowej.